# Sistema de partículas (software)
Un sistema de partículas es una función de programas de animación, con la que se puede animar una gran cantidad de objetos. Este tipo de sistemas se utilizan por ejemplo para simular el comportamiento del humo, del fuego o de una explosión. El nombre proviene porque se basa en computar la animación basándose en los sistemas de partículas de la mecánica clásica.

## Funcionamiento

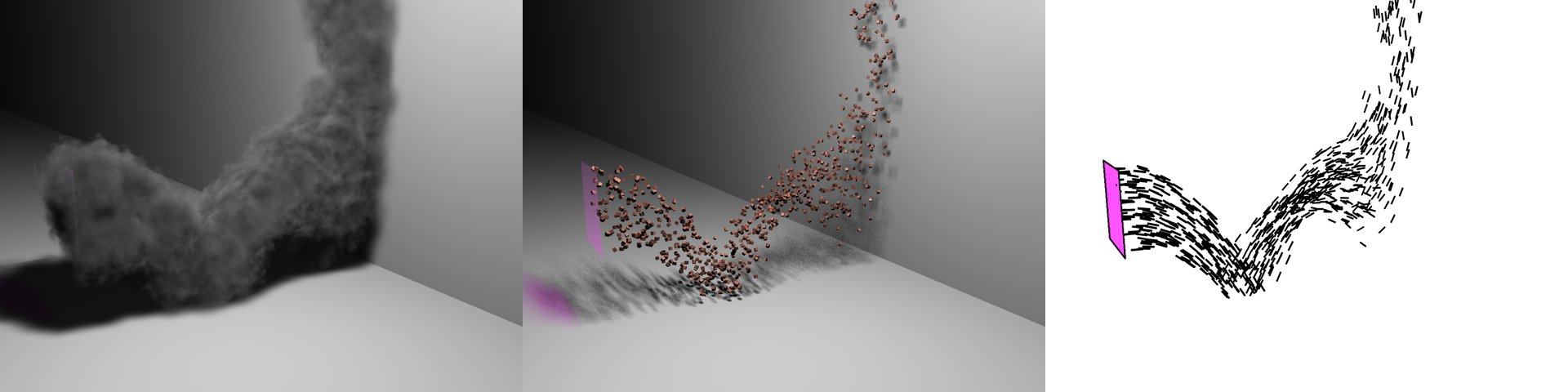
Sistema de partículas.

En los sistemas de partículas hay un emisor que expulsa partículas, cuyo movimiento puede influenciarse por medio de numerosos parámetros. Entre ellos cabe destacar:
- Velocidad de expulsión
- Esperanza de vida
- Amortiguamiento (la partícula se ralentiza con el tiempo)
- Cantidad de partículas en el sistema
- División de las partículas en una cantidad determinada al de un tiempo determinado (multiplicación)
- Comportamiento casual
- Influencias de la fuerza sobre las partículas

Las partículas son inicialmente sólo elementos lógicos (a la derecha de la imagen), a las que se debe otorgar propiedades gráficas para que sean visibles. Por ejemplo, cada partícula se puede sustituir por un objeto geométrico, gracias a lo cual es posible mostrar enjambres o campos de asteroides (en el centro de la imagen). Con la adición del material correspondiente se pueden utilizar sistemas de partículas para mostrar humo, niebla o fuego (a la izquierda).
Sistemas de partículas más avanzados pueden reaccionar a otros objetos, que les puede atraer o repeler, o incluso contra los que pueden rebotar (tipos de comportamientos físicos o basados en acontecimientos).
Con la ilustración de los caminos de movimiento de las partículas se pueden representar pelos, peluches, superficies de hierba o estructuras similares.